# グレイホーク戦争
グレイホーク戦争（グレイホークせんそう、Greyhawk Wars）は、ダンジョンズ&ドラゴンズ ・ファンタジー・ロールプレイングゲームのためのワールド・オブ・グレイホーク ・キャンペーンセッティングにおける架空の戦争。グレイホーク戦争はCY582年から584年までの間、フラネス全土で猛威を振るった。

## 経過
最初の戦争行為は悪の半神であるアイウーズによって引き起こされたが、機会主義の国々が紛争を自身の目的を推進するために利用するにつれて、急速にフラネス全土に拡大された。この紛争によりオーク帝国ポマージの統一と拡張、過去の栄光を取り戻すための大王国による必死の試みが惹起された。
戦争はCY584年にグレイホーク自由都市において停戦協定が締結された時を以って終了し、その結果、戦争の名称はこの都市の名にちなんで名付けられた。

## 出版
1980年代後期、ダンジョンズ&ドラゴンズ の発行元であるTSR社はグレイホーク製品ラインの売上げ下落に失望していた。それ故にTSRはグレイホーク関連製品に対する顧客の関心と売上げを回復させるために、このセッティングに大幅な変更を加えることを決定した。グレイホーク戦争はTSRのゲームクリエイター―主にカール・サージェント―がこのセッティングを新たな方向に向けることを可能にするための、ゲーム設定上のきっかけであった。グレイホーク戦争に至るまでのストーリー展開は、1991年発売のアドベンチャー・モジュールであるWGS1 ファイブ・シャル・ビー・ワン とWGS2 ハウル・フロム・ザ・ノース が担った。これらのモジュールは、ダンジョンマスターがこの戦争を引き起こすこととなる事件にプレイヤー達を巻き込めるようにすることを意図して作成された。TSRは、グレイホーク・ウォーズ・アドベンチャラーズ・ブックでこの戦争の経過を発表し、この冊子は1991年発売のボードゲームであるグレイホーク・ウォーズ （デイヴィッド・クック）に収録されていた。このボードゲームはプレイヤーが他のプレイヤーと競って、グレイホーク世界の数々の政体、戦闘部隊、英雄を動かして戦略シミュレーションとしてグレイホーク戦争の事象をプレイすることができた。
その一方、ゲームデザイナーであるカール・サージェントはワールド・オブ・グレイホーク・キャンペーンセッティング全体に対する重要な更新に取り組んでいた。これは1992年にフロム・ジ・アッシュズ という名のボックスセットとして出版された。このボックスセットではグレイホーク戦争の余波がフラネスに与えた状況を詳細に解説した。1993年にはフロム・ジ・アッシュズ に続いて、更新後のセッティングに関して追加情報を提供する一連の資料集やモジュール―WGR4 ザ・マークランズ 、WGR5 アイウーズ・ジ・イーヴル 、WGR6 シティ・オブ・スカルズ ―が発売された。
サージェントによる戦後の資料の基調は、戦前のTSRの出版物に比して意図的により暗鬱かつ残酷な状態に変更された。これらの変更はグレイホーク・セッティングのファンに様々な反発を引き起こし、そのため売上げは十分に回復せず、TSRがグレイホークの製品ラインを1993年末に停止させる原因となった。

## 追加文献
- デイヴィッド・「ゼブ」・クック。「History of the Greyhawk Wars」。グレイホーク・ウォーズ （TSR、1991年）。オンラインで利用可能：
- ゲイリー・ホリアン、エリック・モナ、ショーン・K・レイノルズ、フレデリック・ワイニング。リビング・グレイホーク・ガゼティア （ウィザーズ・オブ・ザ・コースト、2000年）。
- ロジャー・E・ムーア。グレイホーク：ジ・アドベンチャー・ビギンズ （TSR、1998年）。